# Soda Springs (California)
Soda Springs es un lugar designado por el censo ubicado en el condado de Nevada en el estado estadounidense de California. En el año 2010 tenía una población de 81 habitantes.

## Geografía
Soda Springs se encuentra ubicado en las coordenadas 39°19′25.62″N 120°22′43.74″O / 39.3237833, -120.3788167.